# Presidentvalet i Georgien 2013
Presidentvalet i Georgien 2013 hölls söndagen den 27 oktober 2013. Valet kom att bli det sjätte presidentvalet i Georgien sedan landets självständighetsförklaring från Sovjetunionen 1991. Det senaste valet som hölls den 5 januari 2008 resulterade i att sittande presidenten Micheil Saakasjvili fick sitta en andra mandatperiod.
Inför valet av ny president år 2013 hade övergripande konstitutionstillägg godkänts av Georgiens parlament den 15 oktober 2010 som kom att träda i kraft. Tilläggen innebar en betydande reduktion av presidentens befogenheter till förmån för premiärministern och regeringen.

## Bakgrund
Det senaste presidentvalet i Georgien hölls den 5 januari 2008 i ett tidigarelagt val till följd av demonstrationerna i Georgien 2007. Valet skulle ursprungligen ha hållits under hösten 2008 men president Saakasjvili valde efter massiva demonstrationer att tidigarelägga valet. Saakasjvili vann valet med 53,47 % av rösterna som i organisationen för säkerhet och samarbete i Europas valobservationsrapport "det första genuina konkurrenskraftiga presidentvalet efter självständigheten" (på engelska: "the first genuinely competitive post-independence presidential election"). Samtidigt skrev man att organisationen "avslöjade signifikanta utmaningar som behöver behandlas omgående".
Enligt konstitutionen kunde Saakasjvili inte ställa upp för en tredje mandatperiod. Det fanns spekulationer om hans framtida politiska planer, vilket inkluderade möjligheten att han återvände till ledarskapet som premiärminister. Saakasjvili själv valde att inte kommentera sina framtida politiska planer. Genom att Bidzina Ivanisjvilis koalition vann det georgiska parlamentsvalet 2012 kom Saakasjvili inte att bli premiärminister.

## Kandidater
Totalt godtogs 23 kandidater i valet, det högsta antalet deltagare sedan Georgien höll sitt första presidentval 1991. Under våren 2013 nominerade koalitionen Georgiska drömmen Giorgi Margvelasjvili till sin kandidat. Enade nationella rörelsens kandidater nominerades i juni 2013 och var den tidigare talesmannen i det georgiska parlamentet Davit Bakradze, tidigare ministern Giorgi Baramidze, Sjota Malasjchia och Zurab Japaridze. Davit Bakradze vann utnämningsproceduren och blev ENR:s kandidat i valet.
12 juni annonserade Nino Burdzjanadze, partiledare för Demokratiska Rörelsen - Förenade Georgien, sin kandidatur i valet.
| Nr | Kandidat              | Ålder | Parti                      |
| -- | --------------------- | ----- | -------------------------- |
| 1  | Tamaz Bibiluri        | 68    | Inget                      |
| 2  | Giorgi Liluasjvili    | 39    | Inget                      |
| 3  | Sergo Dzjavachidze    | 43    | Inget                      |
| 4  | Koba Davitasjvili     | 42    | Folkpartiet                |
| 5  | Davit Bakradze        | 41    | Enade nationella rörelsen  |
| 6  | Akaki Asatiani        | 60    | Inget                      |
| 7  | Nino Tjanisjvili      | 38    | Inget                      |
| 8  | Teimuraz Bobochidze   | 45    | Mamuli (hemland)           |
| 9  | Sjalva Natelasjvili   | 55    | Georgiska arbetarpartiet   |
| 10 | Giorgi Targamadze     | 39    | Kristdemokratiska rörelsen |
| 11 | Levan Tjatjua         | 42    | Inget                      |
| 12 | Nestan Kirtadze       | 54    | Inget                      |
| 13 | Giorgi Tjichladze     | 48    | Inget                      |
| 14 | Nino Burdzjanadze     | 49    | DRFG                       |
| 15 | Zurab Charatisjvili   | 45    | Inget                      |
| 16 | Micheil Saluasjvili   | 55    | Inget                      |
| 17 | Kartlos Garibasjvili  | 59    | Inget                      |
| 18 | Mamuka Tjochonelidze  | 48    | Inget                      |
| 19 | Avtandil Margiani     | 68    | Inget                      |
| 20 | Nugzar Avaliani       | 71    | Inget                      |
| 21 | Mamuka Melikisjvili   | 39    | Inget                      |
| 22 | Teimuraz Mzjavia      | 61    | Inget                      |
| 41 | Giorgi Margvelasjvili | 44    | GDDG                       |

## Opinionsundersökningar
Den första opinionsundersökningen i slutet av september gav Margvelasjvili 39 % av rösterna medan Bakradze kom tvåa på 18 %. Inga övriga kandidater nådde över 10 %.

### NDI Georgia
Opinionsmätning utförd av NDI Georgia i september 2013.
| Kandidat              | Parti                                     | Resultat |
| --------------------- | ----------------------------------------- | -------- |
| Giorgi Margvelasjvili | Georgiska drömmen                         | 39 %     |
| Davit Bakradze        | Enade nationella rörelsen                 | 18 %     |
| Nino Burdzjanadze     | Demokratiska Rörelsen - Förenade Georgien | 7 %      |
| Sjalva Natelasjvili   | Georgiska arbetarpartiet                  | 3 %      |
| Giorgi Targamadze     | Georgiens kristdemokratiska rörelse       | 3 %      |
| Övriga                |                                           | 30 %     |

## Resultat

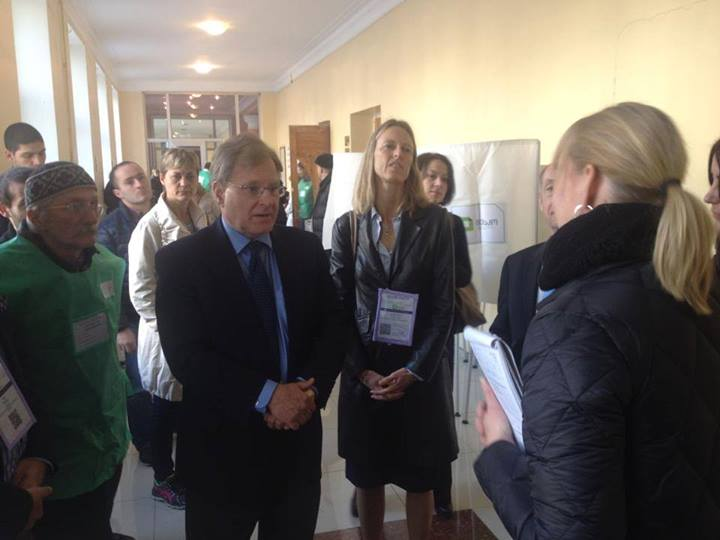
USA:s ambassadör, Richard Norland, vid valdagen den 28 oktober.

| Kandidat                           | Nominerande parti                         | Röster    | %     |
| ---------------------------------- | ----------------------------------------- | --------- | ----- |
| Giorgi Margvelasjvili              | Georgisk dröm – demokratiska Georgien     | 1,012,214 | 62,12 |
| Davit Bakradze                     | Enade nationella rörelsen                 | 354,206   | 21,72 |
| Nino Burdzjanadze                  | Demokratiska Rörelsen - Förenade Georgien | 165,933   | 10,19 |
| Sjalva Natelasjvili                | Georgiska arbetarpartiet                  | 46,958    | 2,88  |
| Giorgi Targamadze                  | Georgiens kristdemokratiska rörelse       | 17,343    | 1,06  |
| Koba Davitasjvili                  | Folkpartiet                               | 9,850     | 0,60  |
| Zurab Charatisjvili                | Europademokraterna                        | 3,724     | 0,23  |
| Levan Tjatjua                      | Initiativgrupp                            | 3,093     | 0,19  |
| Nino Tjanisjvili                   | Initiativgrupp                            | 2,278     | 0,14  |
| Sergo Dzjavachidze                 | Rörelsen för ett rättvist Georgien        | 2,108     | 0,13  |
| Giorgi Liluasjvili                 | Initiativgrupp                            | 1,909     | 0,12  |
| Akaki Asatiani                     | Georgiska traditionalisters union         | 1,568     | 0,10  |
| Micheil Saluasjvili                | Initiativgrupp                            | 1,376     | 0,08  |
| Teimuraz Mzjavia                   | Kristdemokratiska folkpartiet             | 1,299     | 0,08  |
| Mamuka Melikisjvili                | Initiativgrupp                            | 994       | 0,06  |
| Giorgi Tjichladze                  | Initiativgrupp                            | 863       | 0,05  |
| Nestan Kirtadze                    | Initiativgrupp                            | 764       | 0,05  |
| Tamaz Bibiluri                     | Initiativgrupp                            | 687       | 0,04  |
| Nugzar Avaliani                    | Initiativgrupp                            | 663       | 0,04  |
| Avtandil Margiani                  | Initiativgrupp                            | 628       | 0,04  |
| Kartlos Gharibasjvili              | Initiativgrupp                            | 530       | 0,03  |
| Teimuraz Bobotjidze                | Initiativgrupp                            | 364       | 0,02  |
| Mamuka Tjochonelidze               | Initiativgrupp                            | 332       | 0,02  |
| Ogiltiga/blanka röster             | Ogiltiga/blanka röster                    | 31,589    | –     |
| Totalt                             | Totalt                                    | 1,661,273 | 100 % |
| Registrerat röstande/valdeltagande | Registrerat röstande/valdeltagande        | 3,537,719 | 46,96 |
| Källa: CEC                         |                                           |           |       |

### Fotnoter
1. ↑  Burjanadze Runs for President Civil Georgia
2. 1 2  Key Points of Newly Adopted Constitution. Civil Georgia. 15 oktober 2010.
3. ↑  History of elections, 1990-2010 Arkiverad 4 april 2020 hämtat från the Wayback Machine.. Georgiens centrala valkommitté.
4. ↑  Georgia. Extraordinary Presidential Election, 5 januari 2008 Arkiverad 22 september 2011 hämtat från the Wayback Machine.. OSCE/ODIHR Election Observation Mission Final Report (4 mars 2008).
5. ↑  President's Office 'Clarifies' Saakashvili's Post-Presidency Remarks. Civil Georgia. 10 november 2011.
6. ↑  ”Presidential Candidates” (på engelska). Civil Georgia. Arkiverad från originalet den 11 juli 2014. https://web.archive.org/web/20140711185005/http://civil.ge/eng/category.php?id=87&gallery=99. Läst 15 oktober 2013.
7. ↑  ”Candidates for UNM Presidential Primaries Named”. Civil Georgia. 29 juni 2013. http://civil.ge/eng/article.php?id=26224.
8. ↑  ”Bakradze Becomes UNM Presidential Candidate”. Civil Georgia. 13 juli 2013. http://civil.ge/eng/article.php?id=26312.
9. ↑  ”Burjanadze Runs for President”. Civil Georgia. 13 juni 2013. http://civil.ge/eng/article.php?id=26172.
10. ↑  Poll: GD's Margvelashvili Leads, Followed by UNM's Bakradze. 26 september 2013.
11. ↑  ”Poll: GD's Margvelashvili Leads, Followed by UNM's Bakradze” (på engelska). Civil Georgia. 26 september 2013. http://www.civil.ge/eng/article.php?id=26493.